# Halle de Monségur
La halle de Monségur est une halle située sur la commune de Monségur, dans le département de la Gironde, en France.
Elle fait l'objet d'une protection au titre des monuments historiques.

## Localisation
La halle se trouve au cœur de la bastide, sur la place Robert-Darniche, où se trouve également la mairie.

## Historique
L'édifice a été construit dans la deuxième moitié du XIXe siècle et est inscrit au titre des monuments historiques  par arrêté du 24 janvier 2011.

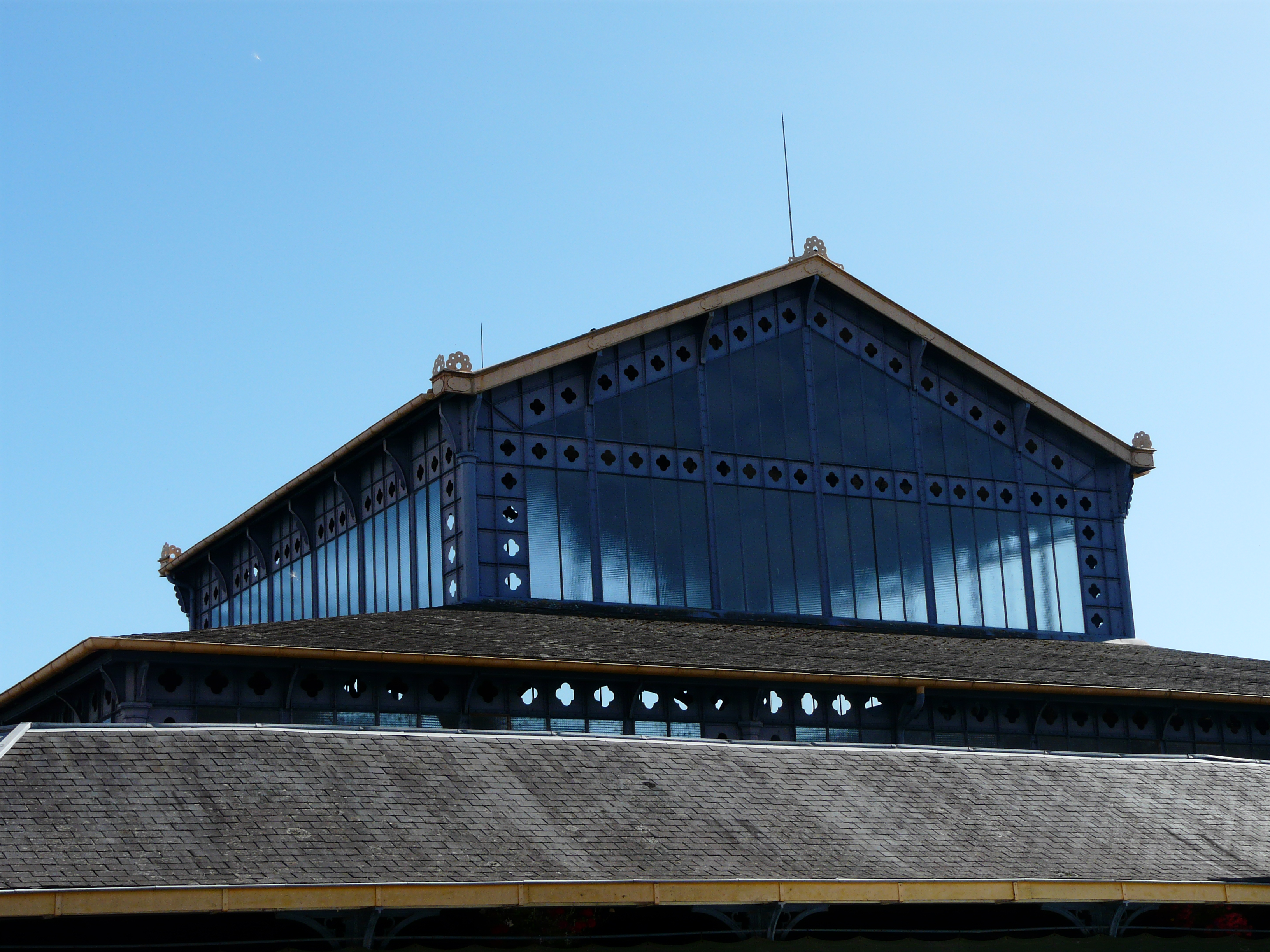
La verrière (août 2009)
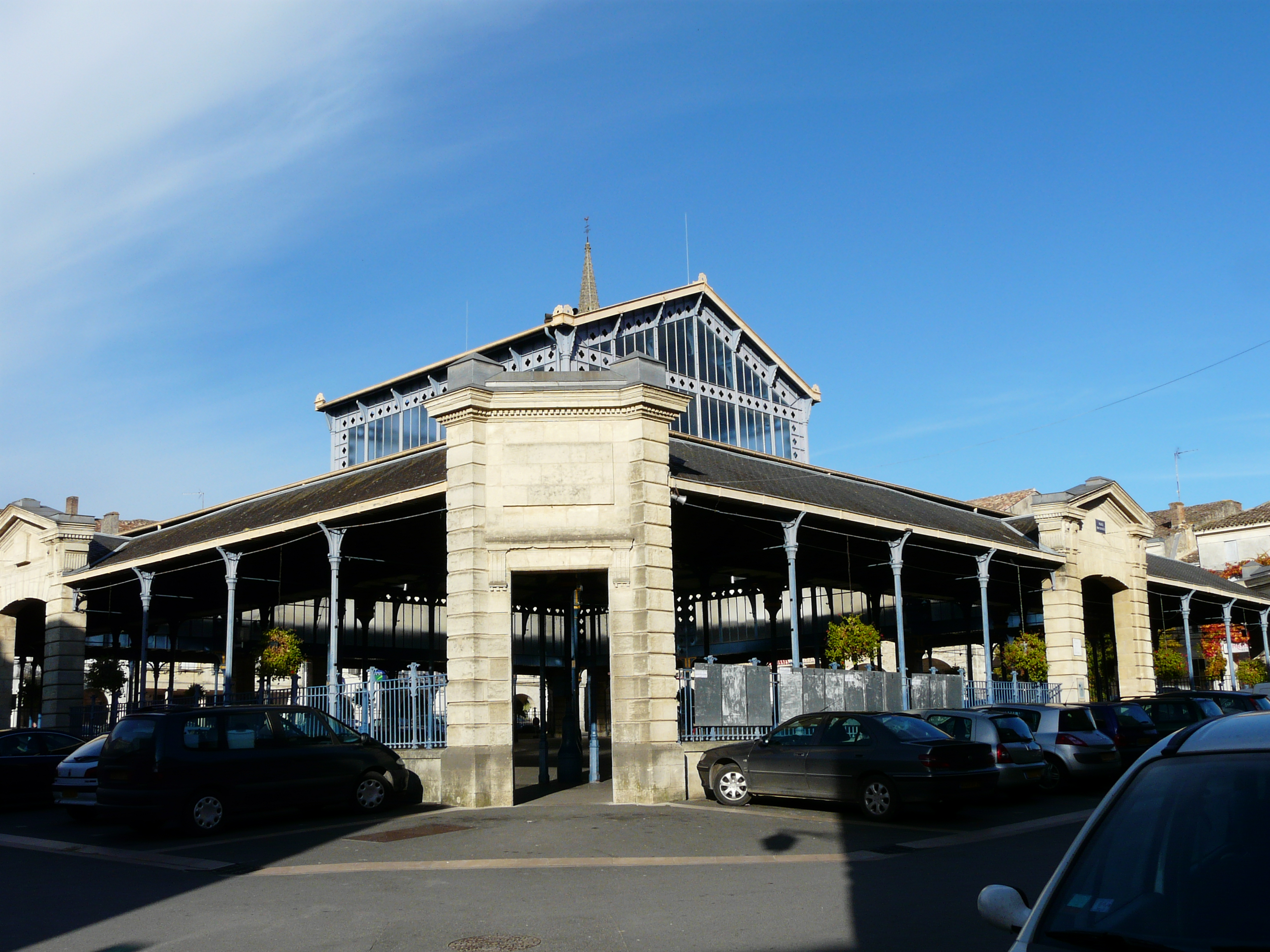
Vue sud-est (nov. 2008)
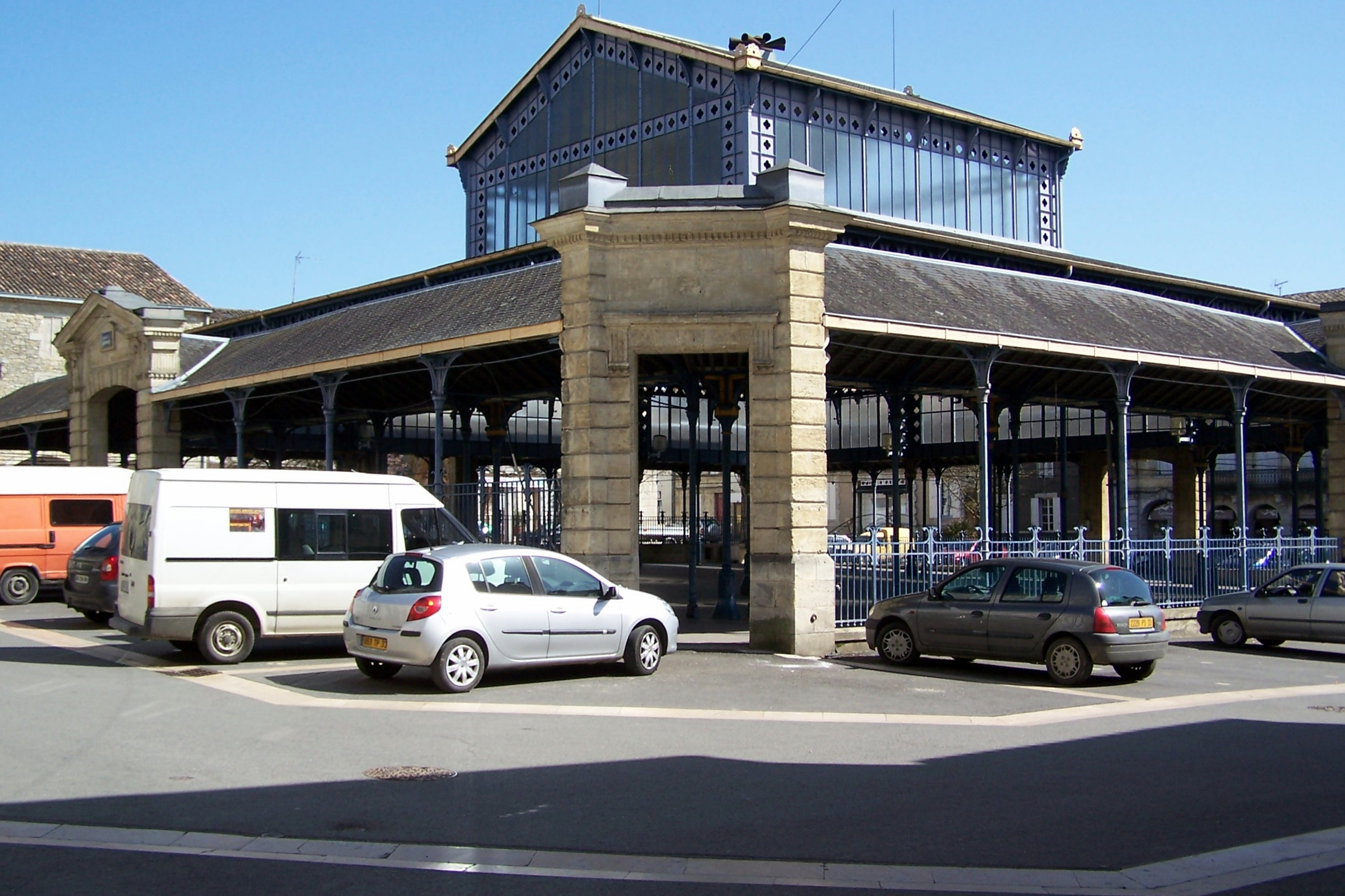
Vue sud-ouest (mars 2012)